# Queensborough (Ontario)
Pour les articles homonymes, voir Queensborough.
Queensborough est une communauté non incorporée de la municipalité de Tweed (en), dans le comté de Hastings, dans le Centre de l'Ontario, au Canada. L'établissement humain est aussi appelé Cooksokie par les Ojibwés.

## Géographie
Queensborough est située sur la Black River (en), à environ 20 km au nord-ouest du village de Tweed (en) et à 15 km de Madoc.
Jusqu'au 1er janvier 1998 et la création de la municipalité de Tweed, Queensborough faisait partie du canton d'Elzevir.
La communauté est située au nord de la route 7. Elle est traversée d'est en ouest par la Hastings County Road 20 (en).

## Histoire
Le premier établissement humain sur le site de Queensborough est fondé par la Première Nation des Ojibwés, qui le nomme Cooksokie,. Miles Riggs, le premier Européen qui s'y installe en 1830, y construit une scierie puis un moulin à farine,. En 1850, le moulin est acheté par Daniel Thompson, qui participe à développer le village et qui le renomme afin de pouvoir y faire ouvrir un bureau de poste, le gouvernement requérant un nom anglais,. Le village concentre dans les années qui suivent plusieurs commerces et églises et possède alors une population de plus de 300 habitants.
En 1903, une ligne de la voie ferrée de la baie de Quinte (en) est construite jusqu'à Queensborough, permettant à l'industrie minière de se développer : la petite ville se développe encore grâce aux différentes mines d'or, d'argent, de fer et de cuivre, jusqu'à la fermeture de la voie ferrée et des mines en 1935.

## Population et société
Le hameau possède un centre communautaire, installé dans l'ancienne école restaurée.
Queensborough est une destination pour les canoéiste et les kayakistes qui descendent la Black River au printemps lors du Marmora and Area Canoe and Kayak Festival,.